# Anita de Caro
Pour les articles homonymes, voir De Caro.
Anita de Caro, née à New York le 19 octobre 1909 et morte à Paris le 18 février 1998 , est une peintre et graveuse française d'origine américaine.

## Biographie
Anita de Caro naît à New York, dans une famille d’origine napolitaine. Elle montre très jeune un goût pour le dessin, et visite le Metropolitan Museum of Art. Elle s’inscrit à l’Art Student’s league, une école dirigée par Hans Hofmann et Max Weber. Elle étudie la peinture avec Hofmann qui dira de son travail : « Cette jeune fille a une vision intérieure ». Elle découvre l’art français, Cézanne et Matisse : « Matisse est devenu pour moi un maître qui m’a éveillée ».
Après le décès de sa mère en 1932, Anita de Caro accompagne une amie, Norina Matchabelli, pour un voyage en Europe. À Zurich, elle fréquente les cours de Otto Haas Haye dans une académie moderniste que dirige Paul Klee.
En 1936, elle s’installe à Paris (4, rue du Cardinal-Lemoine) et vient travailler à l'Atelier 17 créé par Stanley Hayter. Elle réalise ses premières eaux-fortes et illustre une nouvelle de Henry Miller, Black Spring.
Elle rencontre le graveur Roger Vieillard lors d’une fête organisée à l’Atelier 17, et l’épouse en 1939.
Anita de Caro reste à Paris pendant les années de guerre, tandis que Roger Vieillard est mobilisé. Ses gravures, gouaches et encres montrent une inspiration surréaliste, elle réalise également des bas reliefs dans des métaux précieux. Dès le début des années 1940, le couple est en contact avec les artistes et les poètes associés à la deuxième École de Paris tels que Bazaine, Manessier, Jean Tardieu, André Frénaud. Dans cette tendance, nous pouvons également citer Jean Le Moal, Roger Bissière, et Vieira da Silva qui a également fréquenté l’Atelier 17.
Fin 1944, la galerie « L’Esquisse » organise la première exposition personnelle de Anita de Caro. Son travail s’oriente vers l’abstraction, jouant sur les modulations de la couleur et de la lumière. « Le réel est transmué dans un champ poétique de paysages intérieurs de ligne légendaires, ses tableaux se construisent par juxtaposition de touches de couleur en transparence ou superposés ».
De 1947 à 1957, les expositions se suivent, en 1948 à New York, chez Argent galleries, et en 1950 à la galerie Grace Borgenicht. Elle réalise à partir de 1956 des expositions personnelles dans les galeries parisiennes de Jeanne Bucher, Claude Bernard et Maeght (1958). Elle participe à l’exposition de l’École de Paris de 1956 à la Galerie Charpentier. Ses œuvres sont montrées au Japon, à Bruxelles et à Londres. En 1960, elle fait partie des quatorze Artistes américains en France qui exposent à Paris au Centre culturel américain sous les auspices de l'Association française d'action artistique.
Le style d’Anita de Caro évolue vers un « impressionnisme abstrait »  en phase avec le monde artistique parisien de cette période. Elle fait des recherches picturales sur le thème de Mallarmé, « Un coup de dé / jamais n’abolira le hasard ». Elle mélange d’autres matériaux à sa peinture, tissu, papier collé. Elle utilise d’autres techniques, contreplaqués, toile émeri, papier pliés : « le jeu pictural devient le lieu d’une interrogation libre et lyrique sur le jeu cosmique » (Marc Fumaroli). Vers 1961, la figure humaine apparaît dans ses œuvres ; d’abord sous la forme d’une d’ombre, elles deviendra de plus en plus présente. Elle crée des sculptures de bois assemblés et peints (Pièces d’échec, le roi, la reine). Elle expose régulièrement à la galerie Coard de Paris. À partir de 1985, elle crée des collages de papiers gouachés aux couleurs éclatantes.
Le décès de Roger Vieillard en 1989 la laisse seule et désemparée, en 1991 elle se remet à travailler et réalise des collages à partir des gravures de son mari, ainsi que des sculptures de bois colorées. Sous l´impulsion de bernard Legendre, elle fait l’objet d’une rétrospective et d´une exposition de ses planètes au Musée-École de la Perrine à Laval.
Le poète Jean Tardieu caractérise l’œuvre d’Anita de Caro comme « la synthèse entre ce qui parle à son esprit et ce qui plaît à sa vision ».
Anita de Caro a été décorée en 1946 de la « The American National Red Cross » pour son engagement en tant que volontaire à la Croix-Rouge, pour accueillir et soutenir les soldats de l’armée américaine.

## Expositions
- Galerie L'Esquisse, Paris, 1944
- Salon de Mai, Paris, 1947, 1953
- Salon des réalités nouvelles, Paris, 1947
- Grace Borgenicht Gallery, New-York, 1950
- Galerie Jeanne Bucher, Paris, 1950
- Hanover Gallery, Londres, 1952, 1957, 1958
- Galerie Evrard, Lille, 1954
- New Borgenicht Gallery, New-York, 1955
- L'École de Paris, Galerie Charpentier, Paris, 1956, 1957
- Exposition Post-Picasso, Paris, 1957
- Rose Fried Gallery, New-York, 1958
- Galerie Adrien Maeght, Paris, 1958, 1959
- L'École de Paris, Musée d'art moderne de Tokyo, 1960
- Galerie Smith, Bruxelles, 1961
- Smithsonian Institution, Washington, 1962
- Musée d'art contemporain, Varsovie, 1962
- Galerie du XXe siècle, Paris, 1962
- Galerie Max Kaganovitch, Paris, 1963, 1965
- Galerie Denise Renée, Paris, 1963
- Galerie Claude Bernard, Paris, 1963
- Musée des arts décoratifs de Paris, 1963
- Musée de Saint-Étienne, 1963
- Exposition itinérante d'art français contemporain, Yougoslavie, 1963
- Centre culturel américain, Paris, 1964
- Musée des Augustins, Toulouse, 1966, 1970
- Maisons de la culture d'Amiens et de Bourges, 1967
- Musées d'Avignon, Besançon, Montpellier, Nancy, Saint-Étienne, 1967
- Les maîtres contemporains du vitrail, Musée des monuments français, Paris, 1968
- Galerie Coard, Paris, 1968, 1971, 1973, 1977, 1983, 1986
- Musée Cantini, Marseille, 1969
- Musée des beaux-arts de Bordeaux, 1969
- Centre culturel, Toulouse, 1970
- Musée de Perpignan, 1970
- Exposition itinérante Athènes, Bruxelles, Göteborg, Ankara, 1972-1973
- L'art du vitrail, Musée le Prieuré, Saint-Rambert-sur-Loire, 1974
- Musée départemental de l'Oise, Beauvais, 1978
- Salon d'automne, 1983
- Bibliothèque de Castres, 1983
- Hommage à Anita de Caro, Biennale de Saint-Émilion, 1985
- Festival de poésie en Sologne, 1987, 1988
- Propriété Caillebotte, Yerres, septembre 2008
- Galerie Chauvy, Paris, avril 2012[3]
- Galerie municipale d'art contemporain, Chamalières, septembre-octobre 2012[3]
- Le regard, les œuvres des années 1950-1960 - Gustav Bolin, Antal Biró, Francis Bott, Anita de Caro, Henri Déchanet, Alexandre Garbell, Maurice Ghiglion-Green, Raymond Guerrier, Jean Le Moal, Árpád Szenes…, La Capitale Galerie, Paris, février-mars 2023[4]

## Citations

### Dits d'Anita de Caro
- « Quand je peins, je reste dans mon atelier, mon sanctuaire… Je fais le vide en moi. Alors s'installe une étrange conversation entre moi et ma toile ; de ce dialogue naît mon œuvre. C'est ainsi que s'exprime à travers ma peinture la partie la plus secrète de moi-même… Depuis le milieu des années 60, je me suis repliée dans mon sanctuaire. Là, on ne souffre pas, c'est dans le monde que l'on sent sa douleur. » - Anita de Caro[5]

### Réception critique
- « Modeste Anita ! Lorsqu'on la compare à Vieira da Silva, d'un an son aînée, elle dit : "elle est plus intelligente que moi", et ajoute : "peut-être suis-je plus intuitive". Maria Elena Vieira da Silva, Jean Messagier, Alfred Manessier, Jean Bazaine… Ne cherchez pas les points de convergence, regardez. Anita de Caro, c'est superbe : une mosaïque de couleurs d'une folle gaieté, une construction faite pour piéger la lumière, une résille de verticales et d'horizontales dans laquelle elle inscrit ses émotions de l'heure. Dans tout cela pourtant, rien n'est gratuit, tout est pensé. » - Françoise de Perthuis[5]
- « L'abstraction instinctive de ses toiles et de ses gouaches rappelle parfois celle de Roger Bissière par la délicatesse et la vigueur des relations de couleurs claires. » - Gérald Schurr[6]
- « La peinture d'Anita de Caro évoque des paysages, parfois citadins, d'où l'homme est exclu. Malgré ces évocations, son œuvre demeure abstraite et est structurée par un graphisme léger dont les traits peu appuyés sont comme absorbés par la couleur.  Celle-ci est parfois traitée en touches parallèles, un peu à la manière impressionniste mélangeant les tons dissonants aux dominantes rouges, bleues, mauves. D'autres fois, sa peinture reste dans des tons subtils de bleus, gris et verts. Enfin, Anita de Caro peut ajouter des éléments collés : fils, papiers déchirés, fragments de tissus, cartons ondulés. À travers ses toiles, Jacques Lassaigne voit "l'espace se creuser et s'animer, s'enrichir peu à peu sans jamais de surcharge par le simple jeu des graphismes et des rapports colorés". » - Dictionnaire Bénézit[7]

## Musées
- MUDO - Musée de l'Oise, Beauvais[8].
- Musée-école de la Perrine, Laval (Mayenne).
- Musée d'art moderne de la ville de Paris.
- Fonds national d'art contemporain, Puteaux, Minéraux, gouache et crayon 27,7x48,5cm, vers 1950[9].
- Musée d'Art moderne et contemporain de Saint-Étienne Métropole, La rue, peinture et collage (papiers et carton ondulé) sur toile 30x30cm, 1962-1963[10].